# آلبرتو نیگرین
آلبرتو نیگرین (ایتالیایی: Alberto Negrin؛ زادهٔ ۲ ژانویهٔ ۱۹۴۰) کارگردان و فیلم‌نامه‌نویس اهل ایتالیا است. وی از سال ۱۹۶۵ میلادی تاکنون مشغول فعالیت بوده‌است.
از فیلم‌ها یا مجموعه‌های تلویزیونی که وی در آن‌ها نقش داشته است، می‌توان به راز صحرا، جزیره و بارتالی: مرد آهنین اشاره نمود.